# Oxyurinae
Los oxiurinos (Oxyurinae) son un subfamilia de aves anseriformes de la familia Anatidae. La mayoría de sus miembros son patos, algunos denominados malvasías, que tienen las plumas de la cola largas que se erigen cuando el ave está en reposo. La excepción es el pato cabeza negra que se parece más a un pato típico provisto de cola corta.
Son todos buceadores de agua dulce, provistos de patas cortas que les hacen ser torpes en la tierra, por ello raramente dejan el agua.
Sus despliegues sexuales y de conducta son raros involucran tamborillleo emitidos con su garganta y bolsas hinchables, agitando la cabeza, y erigiendo las crestas cortas. 

## Taxonomía
Loa oxiurinos incluyen 4 géneros, 3 de ellos monotípicos, con 8 especies vivientes. No obstante, algunos autores no reconocen esta subfamilia y las clasifican en la subfamilia Anatinae:
| Especie             | Nombre común                | Distribución | Imagen |
| ------------------- | --------------------------- | ------------ | ------ |
| Oxyura australis    | Malvasía australiana        | Australia    |        |
| Oxyura jamaicensis  | Malvasía canela o pato rufo | América      |        |
| Oxyura leucocephala | Malvasía cabeciblanca       | Europa       |        |
| Oxyura maccoa       | Malvasía Maccoa             | África       |        |
| Oxyura vittata      | Pato zambullidor argentino  | Sudamérica   |        |

| Especie           | Nombre común                   | Distribución | Imagen |
| ----------------- | ------------------------------ | ------------ | ------ |
| Nomonyx dominicus | Pato fierro o pato enmascarado | Antillas     |        |

| Especie        | Nombre común    | Distribución         | Imagen |
| -------------- | --------------- | -------------------- | ------ |
| Biziura lobata | Pato almizclero | Australia y Tasmania |        |

| Especie                 | Nombre común      | Distribución | Imagen |
| ----------------------- | ----------------- | ------------ | ------ |
| Heteronetta atricapilla | Pato cabeza negra | Sudamérica   |        |